# Дифференции

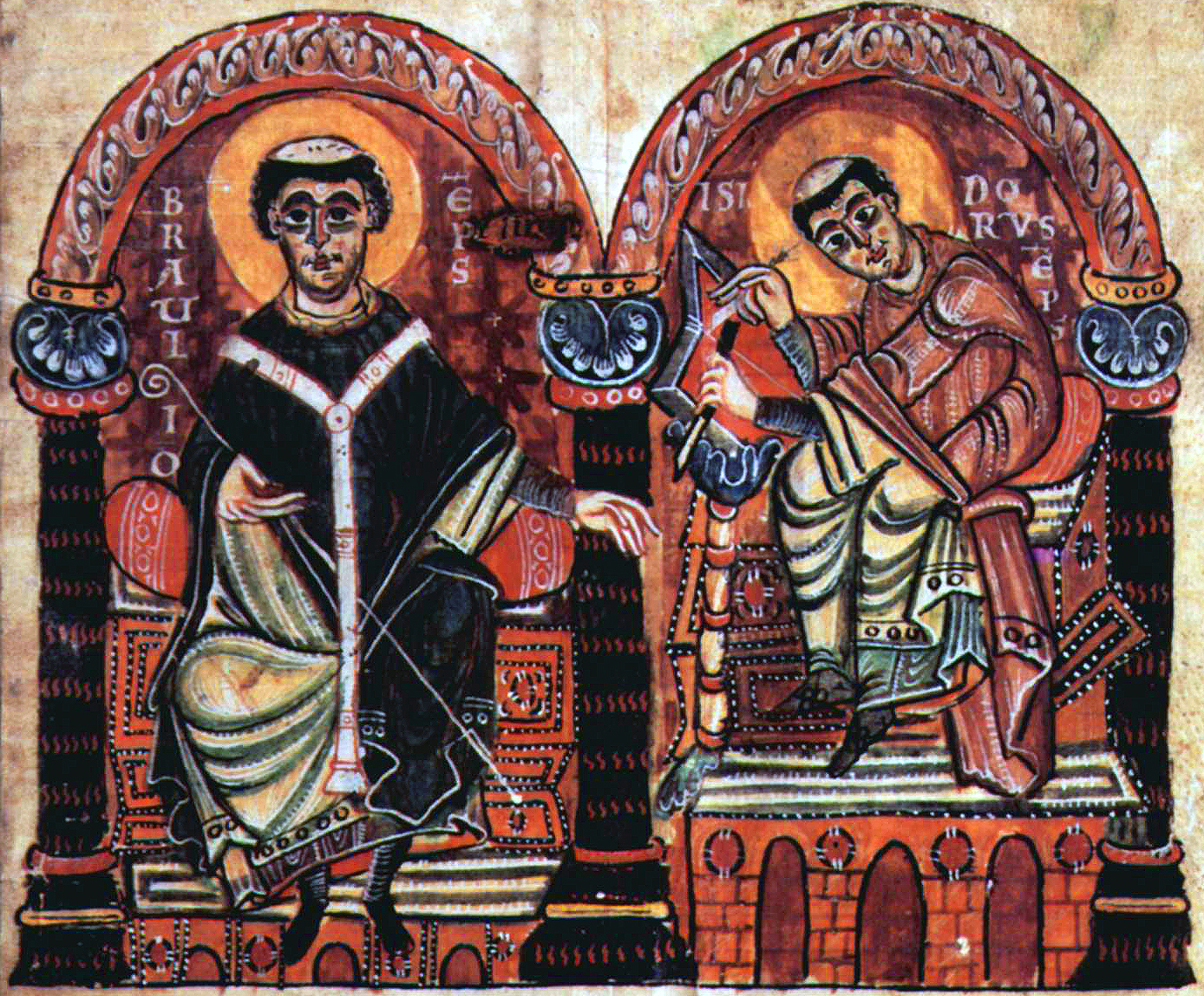
Изображения Браулио, епископа Сарагосского, и Исидора Севильского (справа). Миниатюра X века

«Диффере́нции», или «О различиях» (лат. Differentiae), — философский трактат средневекового учёного Исидора Севильского (между 560 и 570 — 636), предположительно, самое раннее его сочинение. По форме — дидактический трактат, предназначенный для священнослужителей. Первая часть — «О различиях слов» (De differentiis verborum) — является алфавитным списком латинских синонимов и омонимов, вторая — «О различиях вещей» (De differentiis rerum) — посвящена некоторым богословским терминам и понятиям, включая тринитаризм и христологию. Трактат в концентрированном виде представляет особенности богословских и антропологических взглядов автора. В частности, вера является связью через взаимное обязательство, которые берут на себя двое — то есть человек и Бог. Религия есть связь служения, совершаемого человеком Богу, но сама по себе она не является добродетелью.
Значительная часть содержания трактата вошла в разные книги «Этимологий». В силу этого обстоятельства, «Дифференции» долгое время не считались самостоятельным сочинением. Новый этап в исследовании содержательных особенностей текста и его места в творчестве Исидора начался в 1992 году, после выхода критического издания К. Кодоньер.

## Первая книга «Дифференций». Метод Исидора
Исследователи творчества Исидора В. Уколова и С. Воронцов отмечали, что к числу энциклопедических сочинений Исидора, помимо «Этимологий», относится и первая книга «Дифференций». Эта последняя традиционно рассматривается в историографии как относящаяся к сфере языкознания и грамматики, поскольку компендиум дифференций (коротких «лемм», в которых объясняется различие между похожими по написанию, звучанию или значению словами) — прежде всего грамматический жанр.
Трактат «Различия» (или «Дифференции») предназначался для разграничения слов и понятий. Это сочинение может одновременно рассматриваться как грамматическое, богословское и философское. Исидор Севильский положил в основу концепции своего сочинения вопрос о возникновении мира, разграничивая сотворение мира (creatio) и придание ему формы (formatio). Поскольку в Толедском королевстве ортодоксальная трактовка христианства победила лишь за несколько лет до начала его работы, епископ Севильский писал в контексте тринитарных и христологических споров и поставил перед собой генеральную задачу доказательства определённых мировоззренческих посылок и предостережение от возможности впасть в заблуждение. На это указывает и подзаголовок — «Различия, или О собственном значении слов» (Differentiarum sive de proprietate sermonum). Об этом же свидетельствует разъяснение столь принципиальных для христианства различий между Троицей и единством, лицом и сущностью, законом и Евангелием, божественной благодатью и свободой воли, ересью и схизмой и проч. Место «Дифференций» в творчестве Исидора Севильского стало пересматриваться после выхода критического издания этого трактата в 1992 году под редакцией Кармен Кодоньер.
Универсальным методом работы Исидора Севильского было заимствование отрывков других текстов и их мозаичное конструирование. Творческий момент проявлялся через изменение текстов источников, что в ряде случаев делает почти невозможным исследование: не всегда известны или не всегда сохранились источники, не всегда можно разделить адаптацию или трансформацию исходного текста. Ситуация усложняется тематической разбивкой лемм, причём после исследований 1990-х годов выяснилось, что алфавитный порядок лемм-дифференций — следствие позднейшей редакции, а первоначальный текст был крайне неоднороден. С. Воронцов описывал это следующим образом: из 482 лемм 172 сгруппированы по темам (причём в леммах 98—172 связь между темами ассоциативная), леммы со 173 по 313 распределены по грамматическим категориям — формам слов и частям речи; заключительные леммы вновь выстроены в тематическом порядке, как строгом, так и ассоциативном. Исходя из группировки лемм, в тексте можно выделить две тематические части и одну грамматическую. Разработанные Исидором схемы и рубрики впоследствии в доработанном виде были использованы и в «Этимологиях», так же как и группы лемм соответствовали темам книг энциклопедии, а некоторые леммы были переработаны. Важнейшим отличием, однако, служили именно методологические основания.
При всём разнообразии конкретных форм сочинения Исидора Севильского демонстрируют единство познавательного метода. Метод для него не только описание или констатация того, что заслуживало в его глазах включения в систему знания, но и конструирование самого знания. Естественно, что с позиции современной науки это вызывало нападки в бессмыслице и обвинения самого Севильца в некритическом подходе и даже «глупости». Тем не менее, Исидор полностью находился в античной парадигме знания, которое укладывалось в рамки умозрительных частных или универсальных философско-мировоззренческих концепций. Познание в этой парадигме было отысканием присущего конкретной вещи или классу вещей именования в бесконечном перечне имён. Со времён Платона слово воспринималось как бо́льшая реальность, чем преходящесть материальных сущностей, а именование означало овладение сущностью вещи или явления. В эпоху Поздней Античности возникло существенное расхождение между свойственными сознанию того времени формированием формально-логической конструкции и безудержного образо- и словотворчества, что прямо выражалось в противостоянии христианства и неоплатонизма. В. Уколова описывала эту ситуацию следующим образом:

Создаётся наиболее синтетическая и наиболее абстрактная система философии — неоплатонизм, в которой слово достигает такого уровня абстракции и символизации, что становится понятным лишь узкой группе посвящённых, по существу превращаясь в своеобразный «код мудрецов». С другой стороны, в христианстве, претендовавшем на роль единственно истинной системы миропонимания, слово субстантивируется, становится воплощением Бога, связью, скрепляющей мир земной, человеческий и небесный, божественный, тем, что даёт бытие всему существу. Но между этими двумя полюсами существует и трансформируется «житейская реальность» слова как средства человеческого общения, элемента литературы, образования, познания.
Исидор Севильский продолжил течение школьной риторической традиции, которая придавала словам значение хранилища и средства передачи определённой, строго отмеренной информации. Для него было очень важным опираться на авторитет предшественников, в котором он видел смысл, ценность и значимость своей работы. Соответственно, епископ Севильи допускал использование языческой мудрости в христианском мире и постоянно к ней обращался. Познание для него было одним из важнейших условий подлинно полного бытия человека — «Много знать и правительно жить». Обрести самого себя можно только через знание, что обосновывалось Исидором в трактате «Синонимы, или О стенании души». Вместе с тем легко убедиться, что он значительно реже прибегал к оригинальным античным источникам, нежели к учебной литературе — схолиям, комментариям, бревиариям. Из римской школы Исидор унаследовал любовь к конспектированию и монтажу отрывков. По выражению Ж. Фонтэна, это сообщало его энциклопедическим трудам «телеграфность» стиля, которая контрастировала с велеречивостью его богословских трудов, которые в Средневековье считались одним из эталонов красоты латинского слога.

### Леммы первой книги «Дифференций»

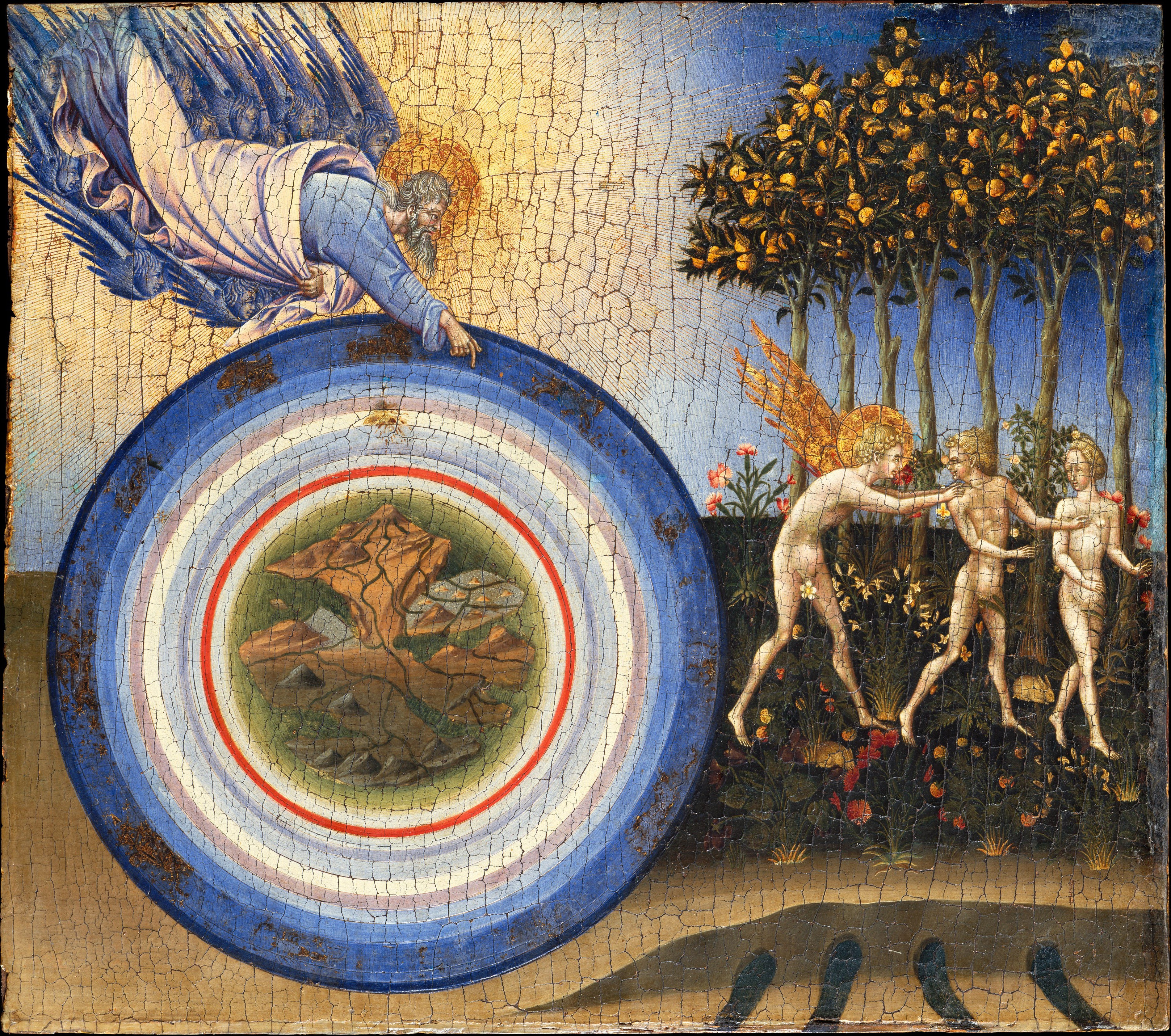
Джованни ди Паоло. «Сотворение мира и изгнание из Рая», около 1445

Структура и содержание первой книги «Дифференций» могут быть проиллюстрированы на материале первой леммы, посвящённой понятию «эфир». Исидор определяет его по комментарию Сервия к «Энеиде» (III. 585) как верхний слой воздуха, а не элемент. Далее идут леммы, тематически воспроизводящие структуру Космоса: эфир, небо (первая лемма), звёзды (вторая лемма), земная поверхность и моря (третья лемма), верхний и нижний слои почвы (четвертая лемма), два уровня ада (пятая лемма). В последней Исидор использовал суждения Августина из «Толкования на псалмы» (Enarrationes in Psalmos 85. 17). Следующие за ними леммы 6—15 посвящены теме времени. Время разбито на прошлое, настоящее, будущее; но в леммах 6 и 8 даны бинарные оппозиции вечности и постоянства, разведение которых произведено в лемме 8. Первоисточником его, по-видимому, был комментарий Доната на «Андрию» Теренция. Исидор существенно поменял смыслы — у Доната эпитет «вечный» относится к богам, а «постоянный, пожизненный» к людям; комментируемое выражение «я же сужу, что богам присуща вечная жизнь» направлено против Эпикура. Исидор заменил в комментарии Доната «богов» на Бога, поставив вместо «людей» душу и ангелов. Относительно небольшие изменения в тексте ведут к существенным изменениям смысла, относящегося к общему месту христианской доктрины. Модусы вечности раскрываются в пояснении Исидора: «вечность» не имеет ни начала, ни конца, «постоянство» — имеет начало.
Подобным образом Исидор трактовал различия духа и души, а также тела и плоти (леммы 370—371). Первая также основана на комментарии Сервия, который различал душу (anima) как относящуюся к жизни и дух (animus) — как относящийся к разумной деятельности. Дифференция тела и плоти была адаптирована из трактата «Против Иоанна Иерусалимского» Иеронима Стридонского. Иероним в оригинале опровергал оригенистский тезис, отрицающий воскресение плоти: не все тела состоят из плоти, есть тела невидимые и неосязаемые. Исидор далее по ассоциации переходил к понятиям внешнего вида (фигура, подобие, форма, красота), строению человеческого тела (леммы 374, 377—385), вопросам уродства (леммы 395—397) и возрастов (леммы 398—400). Многие философские леммы основаны на патристических источниках и не имеют связи с другими леммами либо объединены формально — темой. Примером являются леммы, включающие понятия познания и мышления.
Лемма 88 посвящена дифференции беззакония и греха, построенной на соответствии душевных и телесных качеств. Источником Исидору послужили «Апологии Давида» Амвросия. Амвросий трактовал беззаконие как страсть, а грех — как поступок, пользуясь аналогией с различием души и тела. Исидор именно это различение вынес на первый план и отнёс к теме беззакония всё, что относится к сфере помыслов, включая согласие и услаждения. С грехом прямо связаны понятия «слово», «дело» и «навык». Иными словами, беззаконие относится к душевной сфере, мысли и переживанию, а грех — действие в телесной сфере. Пара понятий «грех — беззаконие» была в первую очередь актуальна для патристической философии, и элементы этого различения встречаются в леммах, посвящённых порокам. Леммы 90—92 («завистливый — завидный», «ревность — зависть», «гнев — гневливость») основаны на фрагменте «Толкования на Послание к Галатам» Иеронима, хотя он, в свою очередь, основывался на «Тускуланских беседах» Цицерона. Толкование понятия «похоть» (libido, лемма 111), «прелюбодеяние» (лемма 116) и дифференция «проступок — гнусность» (лемма 117) заимствованы из Августина, в частности, трактата о «О христианском учении». Также на учении Августина основана лемма 99, в которой рассматривается не только отрицательное, но и положительное значение страха: различие между страхом потерять временные блага и страхом Божьим.
Леммы 16—29 посвящены религии и добродетели. В лемме 16 Исидор Севильский сопоставлял понятие «religio» с понятием веры (fides), а в следующей, 17-й лемме, противопоставляет их гетеродоксии (суеверие, ересь, секта и раскол). Впоследствии эти леммы составили вторую и третью главы VIII книги «Этимологий». По С. Воронцову, античная традиция (у Платона, Цицерона и Макробия) соединяла понятия «справедливость» (др.-греч. δικαιοσύνη, лат. iustitia) и «религия, благочестие» (др.-греч. ὁσιότης, лат. religio). Лактанций, сверх того, связал с религией понятие мудрости (sapientia), так как знание о Боге с необходимостью предшествует Его почитанию, а мудрость также является знанием о Боге (Diuinae institutiones I. 1; IV. 3-4). Исидор делал акцент на
«убеждённости, с помощью которой мы исповедуем Бога» («Fides est credulitas, qua Deum confitemur»: Differentiae I. 16), то есть необходимости веры для религии.
Этимология слова «fides» («вера») выводилась Исидором от «fit quod dicitur» («сказанное делается») и была заимствована у Августина, который, в свою очередь, использовал диалог Цицерона «О государстве», причём в основе своей это было юридическим понятием. В его понимании вера является связью через взаимное обязательство, которые берут на себя двое — то есть человек и Бог. Религия («religare» — 'связывать') по этимологии есть связь служения, совершаемого человеком Богу. Этимология восходила к текстам Сервия и Лактанция, но Исидор игнорировал у Лактанция важный акцент на врождённости стремления человека к Богу. Цельной концепции относительно религии и добродетелей ещё не выражено, но просматривается авторская позиция Исидора по ряду вопросов.
В первой книге «Дифференций» наиболее глубоко была проработана этика, которая опирается на «Толкование на Послание к Галатам» Иеронима и «Об обязанностях» Амвросия, в свою очередь, восходящие к «Тускуланским беседам» и «Об обязанностях» Цицерона соответственно. В результате концептуальные христианские элементы зачастую приобретают стоический оттенок, в частности, когда в основе дифференции беззакония и греха используется соответствие духовного (беззаконие) и телесного (грех). Определение добродетели восходит к данному Цицероном в трактате «О нахождении». Здесь примечательнее всего то, что религия Исидором не рассматривалась в качестве добродетели.

## Вторая книга «Дифференций»
Вторая книга «Дифференций» сравнительно редко попадала в поле зрения исследователей творчества Исидора Севильского, поскольку её содержание фактически повторяется в «Этимологиях» и «Сентенциях». Вторая книга демонстрирует развитие метода дифференций — диалектического, который исключительно и применяется в этой части трактата. Часть лемм второй книги «Дифференций» была использована в «Этимологиях»: седьмая лемма (с объяснением имён Христа) вошла в седьмую книгу «Этимологий» («О Боге, ангелах и святых»). Леммы 17—19, трактующие об устройстве человеческого тела и возрастах, были в переработанном виде использованы в одиннадцатой книге «Этимологий». Леммы 6—10, посвящённые христологии, во многом совпадают с текстом исповедания Второго Севильского собора (619 года). Дж. Бруньоли назвал жанр второй книги «Дифференций» — философским бревиарием. Изложение идёт последовательно: теология (леммы 1—12), естественная философия (леммы 13—19), философия познания (леммы 20—24), психология (леммы 25—28), моральная философия (леммы 29—41).
По мнению С. Воронцова, структура текста и авторский замысел могут быть реконструированы следующим образом. В леммах 16—18 даются определения человека через различение его с ангелами и неразумными животными, а в лемме 13 приводится схема иерархии сущностей, в котором положение человека указывается между скотом и ангелом. На вершине иерархии — Бог, который управляет, вдохновляет и движет всеми прочими существами. Бог — создатель иерархии сущностей, а поскольку человеческая природа занимала Исидора-философа прежде всего, она могла быть объяснена только во Христе. В 16-й лемме даётся определение человека, намечающее план последующих лемм. Человек — существо, состоящее из тела, и души, и духа, разумное, наделённое свободной волей и способностью к добродетели и ко греху. Леммы 17—19 посвящены человеческому телу (физиология, схема возрастов, пол), в 25—28 леммах описываются отличия души и её отличие от тела. Учение о свободе воли раскрывается в 30-й лемме, а 31-я лемма (о Законе и благодати) является дополнением предыдущей. Способность к пороку и добродетели раскрывается в леммах 29, 32—35, в которых этическая и теологическая тематика пересекаются (учение об активной и созерцательной жизни, соотношение веры и дел и теологические добродетели). Леммы 36—41 посвящены понятию мудрости, которое раскрывается как по отношению к знанию (лемма 36), так и в контексте сопоставления мудрости и красноречия (лемма 37). В первом случае мудрость осмысляется скорее в христианском духе, а во втором — прямо отождествляется с философией. Далее следует классическое деление философии на три части: физику, логику и этику. Завершает книгу лемма, посвящённая пороку.

### Триадология

Scutum Fidei (Щит веры) — средневековый символ Троицы

Леммы 1—4 посвящены учению о триединстве Божества. В первой лемме разделяются понятия «Бог» и «Господь». С атрибуцией первого Отцу, а второго — Сыну, Исидор Севильский дискутировал, опираясь на безразличное употребление имён в Писании. Предлагается различать эти имена исходя из дихотомии отношения к Богу, заданной библейской традицией, дихотомии любви и страха. В этой части сильно влияние текста IV века «Толкование на Послание к Галатам», а с другой стороны — Лактанция, который указывает на двойственное отношение человека к Богу: «любить его как Отца и служить как Господу» (IV. 28). Параллели, выстраиваемые Исидором, однако, оригинальны: имя «Бог» — обозначает природу — вызывает любовь; имя «Господь» — обозначает власть — вызывает страх.
Рассмотрение триадологии основано на «Исповедании веры», приписываемом Евсевию Верчелльскому. Единство Троицы объясняется с помощью термина substantia, который в четвёртой лемме разделяется с термином essentia, троичность же — через понятие отношения лиц (relatio personarum). Далее выстраиваются триады качеств: рождённый — исходящий (лемма 2); нерождённый, несотворённый — рождённый, несотворённый — нерождённый, исходящий (лемма 3). Соотнося Лица Троицы с единой субстанцией, Исидор Севильский прибегал к образам огня, света и тепла. Пример приводился из «Изложения веры», приписываемого Венанцию Фортунату:

«солнце, свет и тепло, наименования три, и три — одно… три этих названия, а вещь узнается [из них] одна. Так и Отец, Сын и Святой Дух — едины в Божестве».
По С. Воронцову, преимущественное использование Исидором термина «субстанция» говорит об опоре на триадологию, разрабатываемую на Западе до Августина, который предпочитал другой термин — «эссенция». В четвёртой лемме данные термины разделяются на основании «Книги о Соборе» Илария Пиктавийского и «Книги против ариан» Фебадия Аженского. Для Исидора принципиальное значение имеет термин «субстанция», ибо через него поясняется единство Бога; «эссенция» служит только, чтобы сконструировать дифференцию в 4-й лемме. Исидор избирал в качестве главной черты субстанции самостоятельное существование, а для эссенции — вечность и бытие в собственном смысле.

### Христология и антропология

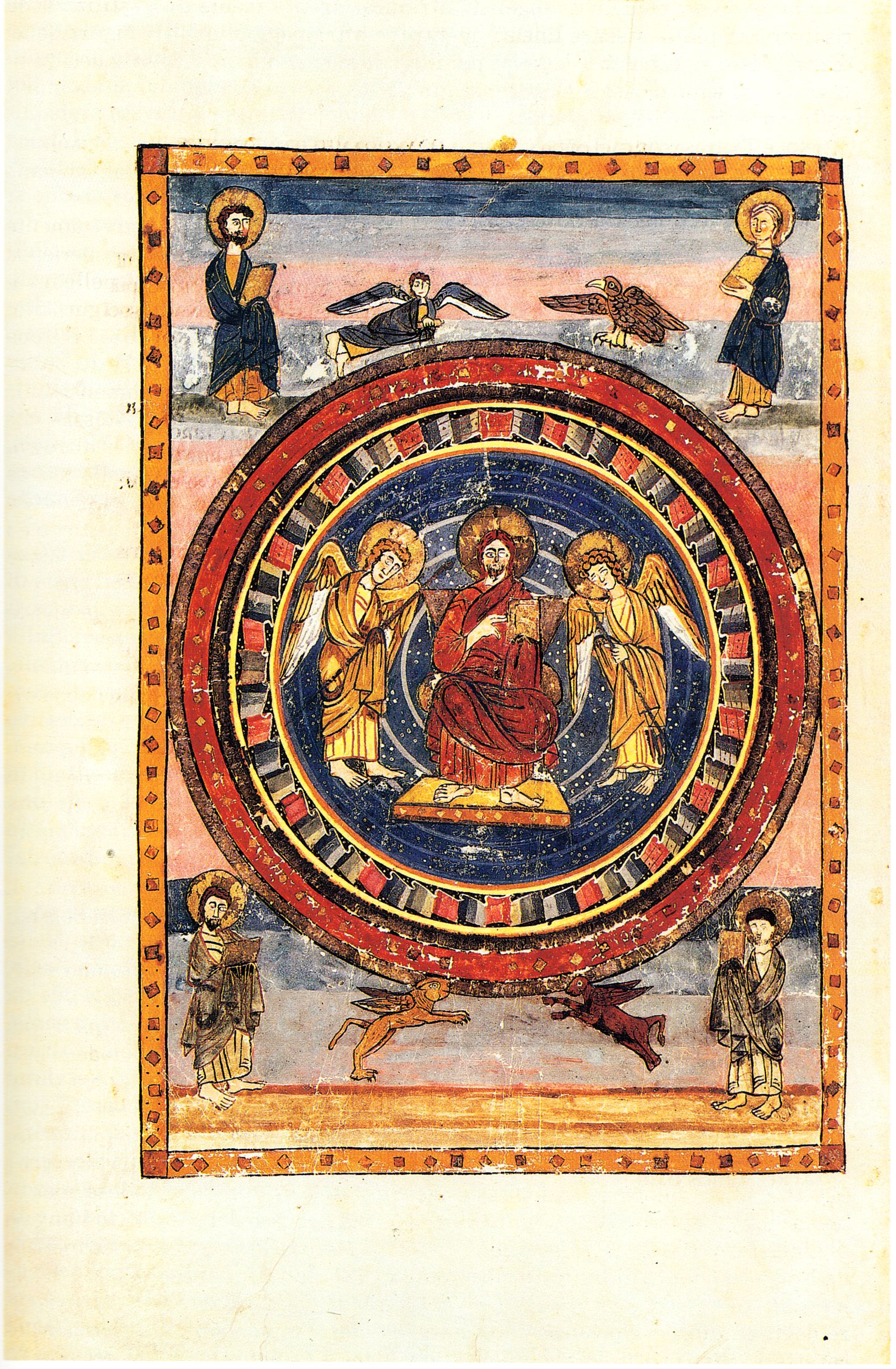
Христос во славе. Миниатюра на л. 796v Амиатинского кодекса. Библиотека Лауренциана

Учение о Христе излагается в леммах 5—10, при этом Исидор Севильский раскрывал две темы: две природы во Христе (леммы 5—8) и отличия между Христом и человеком в состоянии грехопадения (леммы 9—10). Лемма 7 толкует разные именования Сына Божия и разделяет природные (naturalia) и привходящие (accidentia). Толкования заимствованы из трактата Григория Эльвирского «О вере», но деления там нет — это творчество Исидора Севильского. Деление проводится по следующему критерию — природные имена связаны с Его божественным превосходством (diuinitatis excellentia). Имя «Посредник», подразумевающее наличие человеческой природы, оказывается природным, а «Человек» — привходящим. Это свидетельство антиарианской направленности данных лемм: ариане отрицали божественную природу Сына, поэтому те имена, которые не указывают на неё напрямую, должны оказываться привходящими, а не природными.
В леммах 8—10, основанных на «Моралиях» Григория Великого, проводится различие между человеческой природой Христа и падшей природой обычного человека. Дифференция устанавливается через соотнесение человеческой природы Христа с его божественной природой, а «нашей природы» — с грехопадением (praeuaricatio), которому посвящены отдельные леммы. Таким образом, Христос при рождении не наследует первородного греха, умирает и воскресает по Своей воле, обычный же человек его наследует, умирает в силу грехопадения, а воскресает по милости Христа. Используя 17-е письмо Фульгенция Руспийского, в котором говорилось о двух рождениях Христа — предвечно от Отца и по человечеству, Исидор выстроил иной терминологический ряд. Слово «natiuitas» он заменяет словом «generatio» («происхождение»). Христос имеет два происхождения: божественное и человеческое, из них только первое обозначается как рождение, второе же — как творение.
При объяснении грехопадения Исидор по Григорию Великому разделяет грехопадение человека и ангелов, первому из которых оно прощается ввиду того, что у человека имеется тело — это так называемая тяжесть слабости (pondus infirmitatis). Вообще учение о творении и грехопадении излагается крайне лапидарно, следует библейскому тексту только в самых общих чертах, причём конкретно не указывается, что за чем возникло. Сюжет грехопадения также не обсуждается и даже не пересказывается; не упоминал Исидор и традиционного объяснения грехопадения как непослушания Богу. Учение о душе Исидор завершил рассмотрением вопроса о её происхождении (лемма 28) в свете практического церковного вопроса о крещении младенцев. Затем Исидор переходит к темам, относящимся к области нравственного богословия и смежным, — свободы воли и предопределения (лемма 30), Закона и Евангелия (лемма 31).
Исидор особо останавливался на связи веры, надежды и любви (1Кор. 13:13). Не называя их добродетелями, он, по-видимому, полагал их фундаментальными категориями личного спасения. При этом выстраивается ассоциативный ряд: вера — настоящее, надежда — будущее, любовь — вечность. В земной жизни одно качество не может существовать без остальных, однако взаимообусловлены только вера и надежда, любовь же обуславливает их, но не обуславливается ими, поскольку любовь качественно отличается от веры и надежды. Только она сохраняется в вечности. Данная схема является оригинальной разработкой Исидора Севильского.
Понятие любви трактовалось епископом Севильским по Григорию Великому. Здесь дифференции подвергаются несколько терминов: amor и caritas. Первый — это аффективное состояние, которое может развиться и в хорошую, и в плохую сторону; второй используется только в хорошем смысле. Следуя Григорию, выделяется четыре объекта любви: Бог, ближний, собственные душа и тело. О любви к себе Исидор не распространяется, он раскрывает взаимосвязь любви к Богу и ближнему — из первой происходит вторая, из второй познаётся первая. По С. Воронцову, главное для Исидора — подчеркнуть всецелую преданность в любви к Богу и важность любви к ближнему. Данная схема, вероятно, была заимствована Исидором у Августина, но её ядро представляется оригинальной разработкой Исидора.

## Издания
Время составления трактата неизвестно, судя по текстологическим особенностям, это самое раннее сочинение Исидора Севильского. На основании данных рукописной традиции предполагается, что трактат имел две редакции, созданные в разное время, многие главы существуют в разных вариантах. Наиболее широко распространённый текст был создан издателями XVI—XVII веков, воспроизведён в собрании сочинений Фаустино Аревало (Рим, 1798—1801) и в «Латинской патрологии» аббата Миня (том 83). Критическое издание под редакцией Кармен Кодоньер и Марии Андрес Санс готовилось долго: первая книга вышла в 1992 году, вторая — в 2006-м. Соответственно, поздно началось исследование данного трактата как самостоятельного сочинения в корпусе наследия Исидора, его долгое время считали ранним и неоригинальным. Его влиянию на творчество самого Севильца и его современников был посвящён отдельный выпуск журнала «Cahiers de recherches médiévales et humanistes».